# Ősz
Az ősz a mérsékelt öv egyik évszaka. Trópusi, illetve száraz és hideg égövi tájakon nem létezik.
A Föld északi féltekéjén szeptember, október és november, míg a Föld déli féltekéjén március, április és május az ősz hónapjai. Az ősz a nyár és a tél között helyezkedik el, fő jellemzője a napok rövidülése, a hőmérséklet csökkenése és a lombhullató fák lombjának zöldről sárgává-pirossá színeződése majd lehullása.
Hagyományosan a legtöbb országban ősszel nyitnak az iskolák, indul a tanítás. Ősz a termények betakarításának, a szőlő szüretelésének ideje is.
Az ősz fő ünnepei az elmúláshoz kapcsolódnak: november 1. előestéje az angolszász országokban Halloween, november 1. Mindenszentek és november 2. Halottak napja.

## Etimológia
Az ősz finnugor eredetű szó, az osztják szogesz, a mordvin szoks, a finn syksy (ősz) szavak közös finnugor *szükse alapformájából ered, melynek szókezdő sz-e eltűnt.

## Mikor van ősz?

### Északi félteke

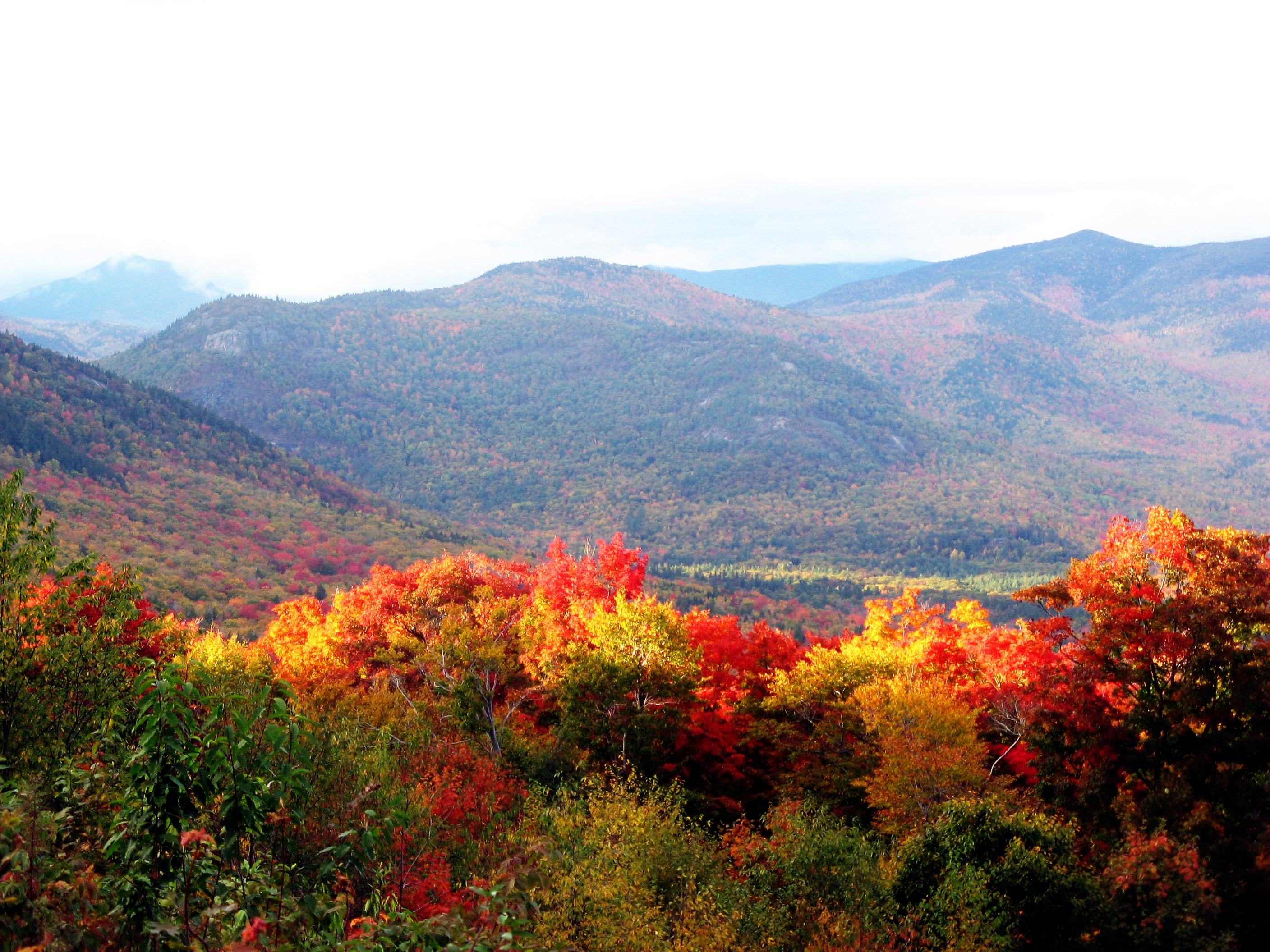
New Hampshire ősszel

Az ősz kezdetének (mint a többi évszaknak) az északi féltekén három időpontja van:
- a naptári ősz szeptember elsején kezdődik, az ősz hónapjainak (szeptember, október, november) figyelembe vétele miatt. A naptári ősz 91 napig tart, szeptember 1-től november 30-ig.
- a meteorológiai ősz a lombhullató növények leveleinek elsárgulásával és az idő lehűlésével kezdődik,
- a csillagászati ősz kezdete az őszi napéjegyenlőség napja: szeptember 23. A csillagászati ősz ettől a naptól december 22-éig tart. Ezen a szeptemberi napon a napsugarak az Egyenlítőn delelnek 90 fokos szögben. A nappalok és az éjszakák hossza az egész Földön egyforma. Utána a nappalok tovább rövidülnek az északi félgömbön egészen a téli napfordulóig. Vége az Északi-sarkon tartó állandó nappalnak, jön a féléves éjszaka; míg a Déli-sarkon a féléves éjszaka után következik a féléves nappal.

### Déli félteke
Hasonlóképpen az északi féltekéhez, itt az alábbiak szerint alakul:
- a naptári ősz március elsején kezdődik, az ősz hónapjainak (március, április, május) figyelembe vétele miatt. A naptári ősz 92 napig tart, március 1-től május 31-ig.
- a meteorológiai ősz a lombhullató növények leveleinek elsárgulásával és az idő lehűlésével kezdődik,
- a csillagászati ősz kezdete a tavaszi napéjegyenlőség napja: március 20. A csillagászati ősz ettől a naptól június 20-ig tart. Ezen a márciusi napon a napsugarak az Egyenlítőn delelnek 90 fokos szögben. A nappalok és az éjszakák hossza az egész Földön egyforma. Utána a nappalok tovább rövidülnek a déli félgömbön egészen a téli napfordulóig. Vége a Déli-sarkon tartó állandó nappalnak, jön a féléves éjszaka; míg az Északi-sarkon a féléves éjszaka után következik a féléves nappal.

## Időjárás ősszel

### Magyarországon
Ősszel a nappalok rövidülnek és az időjárás fokozatosan fordul egyre hidegebbre, szelesebbre és csapadékosabbra. A lombhullató növények levelei elsárgulnak, elvörösödnek, átmenetileg gyönyörű színpompába borítva a természetet, mielőtt elszáradnának és lehullanának a fákról. Néhány későn érő növény még meghozza gyümölcseit.
Az ősz különösen csapadékos évszak. Magyarországon 2013-ig az egy nap alatt leesett legtöbb csapadékot Gyömrőn mérték 1963. szeptember 8-án, 203 mm-t.
Ősszel csökken a napsütéses órák száma, Magyarországon 2013-ig a leghosszabb, napsütés nélküli időszakot Szegeden regisztrálták 1978. október 31. és december 4. között, 35 napot.
Ahogy a nyárból közelítünk a tél felé, a hőmérséklet egyre csökken, de kiugróan alacsony, illetve kiugróan magas hőmérsékletek előfordulhatnak. Magyarországon szeptember hónapban a legmagasabb értéket, 38,2 °C-t Szegeden mérték 1946. szeptember 9-én, a legalacsonyabb szeptemberi hőmérséklet, -5,5 °C, Borsodnádasdon volt 1977. szeptember 29-én. Október hónapban a legmagasabb hőmérsékletet Szerepen mérték, 1932. október 1-jén, 32,9 °C-ot, míg a legalacsonyabb hőmérsékletet, -16,8 °C-t Túrkevén mérték 1920. október 31-én.  November hónapban a legmagasabb hőmérsékletet, 25,8 °C-t Körösszakálon mérték 2018. november 1-jén, a legalacsonyabb hőmérsékletet pedig Baján, 1988. november 24-én, -23 °C-t.

## Ősz az emberi kultúrában

### Őszi ünnepek, emléknapok

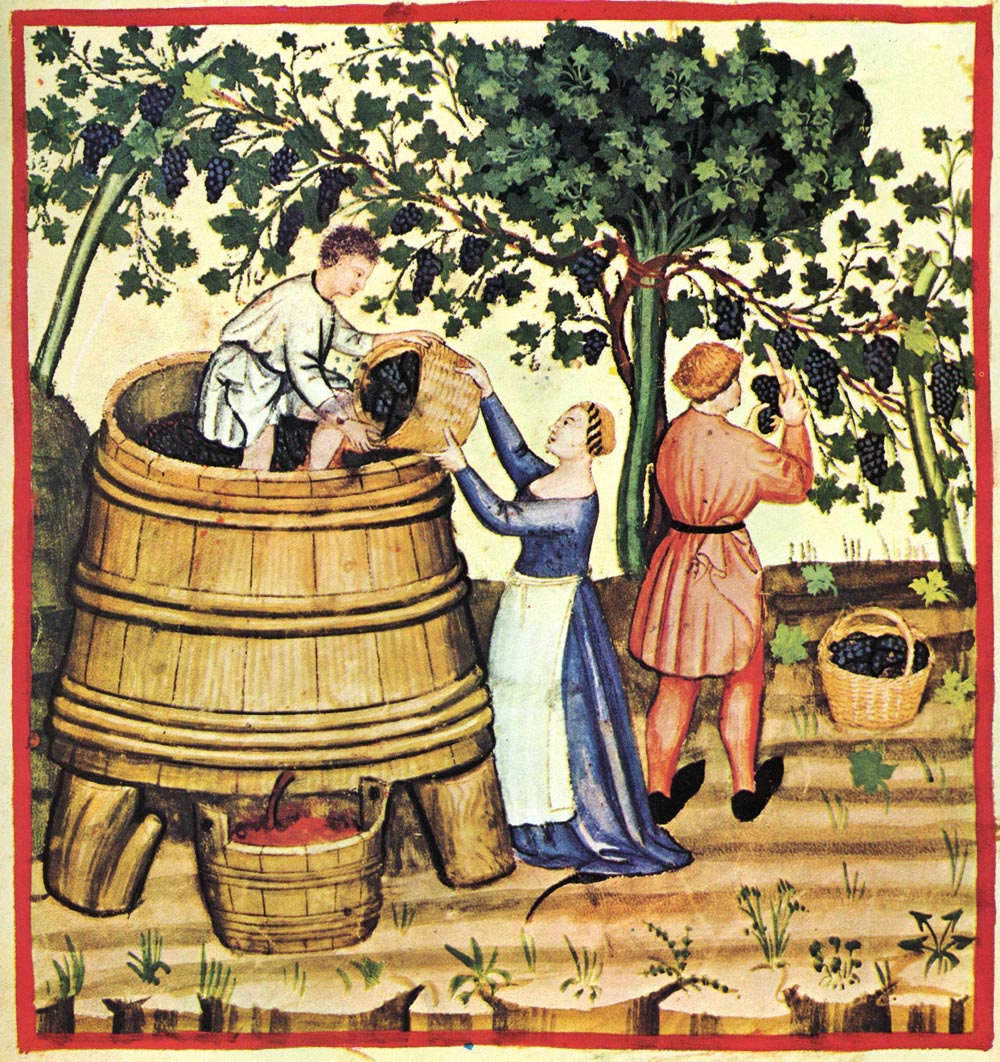
Szőlő szüretelése a középkorban

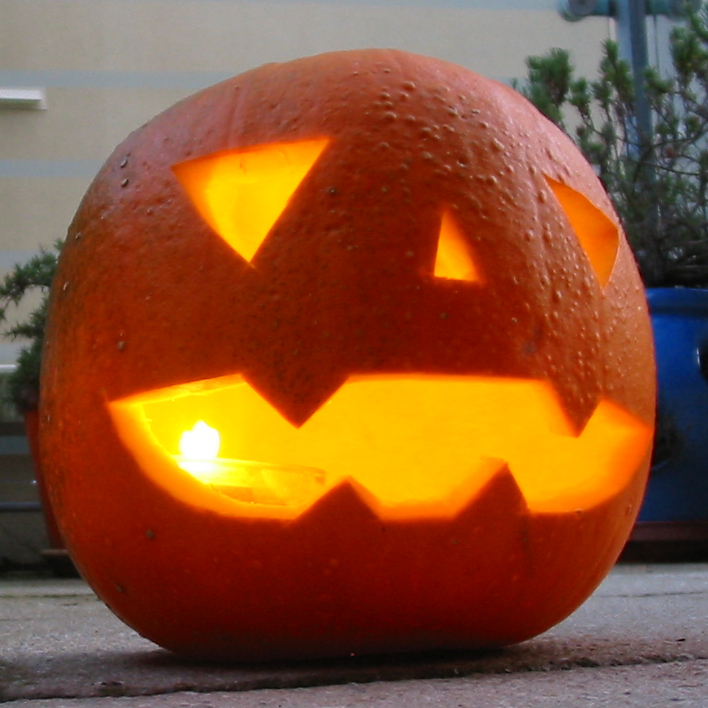
Halloween idején szokás töklámpást faragni.

Az ősz fő, hagyományokon alapuló ünnepei többnyire az elmúláshoz, halálhoz kapcsolódnak. Ilyen az angolszász országokban nagy hagyományokkal rendelkező (de újabban más kultúrájú népekhez is átszivárgó) Halloween, melyet október 31-én este tartanak meg. Másnap, november 1-jén Mindenszentek, a következő napon, november 2-án Halottak napját tartanak több országban. Az ősz, főként a költészetben, a melankóliával áll asszociatív viszonyban. A szép nyári napok elmúltak, a tél hidege már érződik, az égbolt elszürkül, egyre rövidebbek a nappalok, sok ember magába fordul.
A népi eredetű ünnepek közül a termények betakarításához, a szürethez kapcsolódnak helyi ünnepek (például szüreti felvonulások) és népszokások. Ehhez tartozik az amerikai Hálaadás ünnepe, a zsidó szukkót ünnepnap, vagy a kínai őszközépünnep. A déli féltekén őszre esik húsvét.
Ősszel, mint más évszakokban különböző országok saját történelmük szerinti politikai ünnepnapokat is tartanak, így Magyarországon október 6-a az Aradi vértanúk emléknapja, nemzeti gyásznap; míg október 23-a nemzeti ünnep, melyen az 1956-os forradalom emlékére.
Nemzetközileg megtartott emléknapok közül említésre méltó szeptember 1, a második világháború kezdetének emléknapja.
Ősszel nagy fontosságú témákra hívják fel a figyelmet a világnapok, a teljesség igénye nélkül: Európai autómentes nap szeptember 22-én, Európai Örökségnapok, általában szeptember 3. hétvégéjén; november utolsó péntekjén Ne vásárolj semmit! nap, mely a fogyasztói társadalom ellentmondásaira akarja felhívni a figyelmet egy nappal a Hálaadás Amerikában megült ünnepe után.

### Ősz a népi kultúrában

#### Szólások, közmondások
- Hull, mint ősszel a légy.[7]

### Ősz a művészetekben

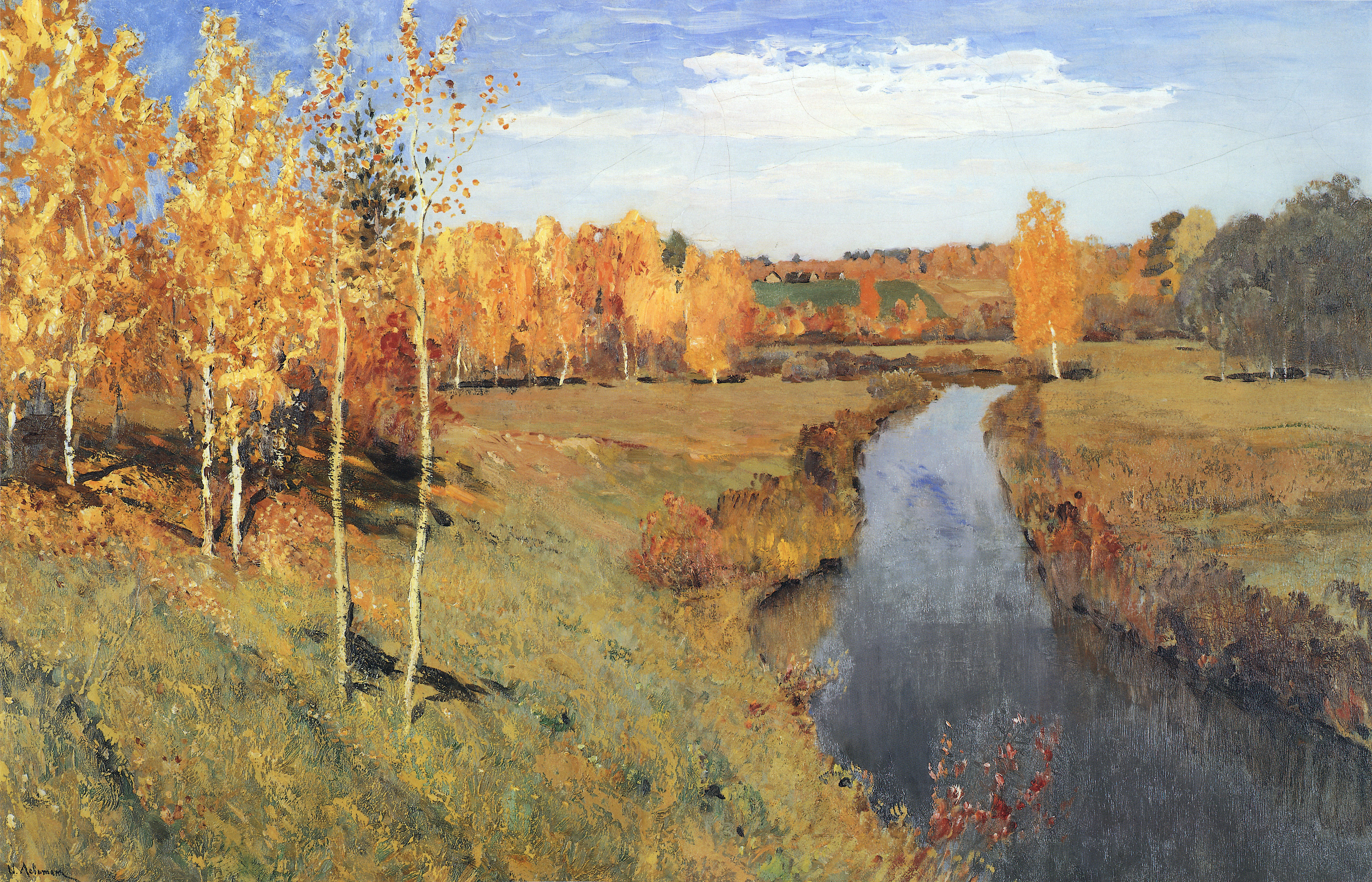
Iszaak Iljics Levitan: Az arany ősz

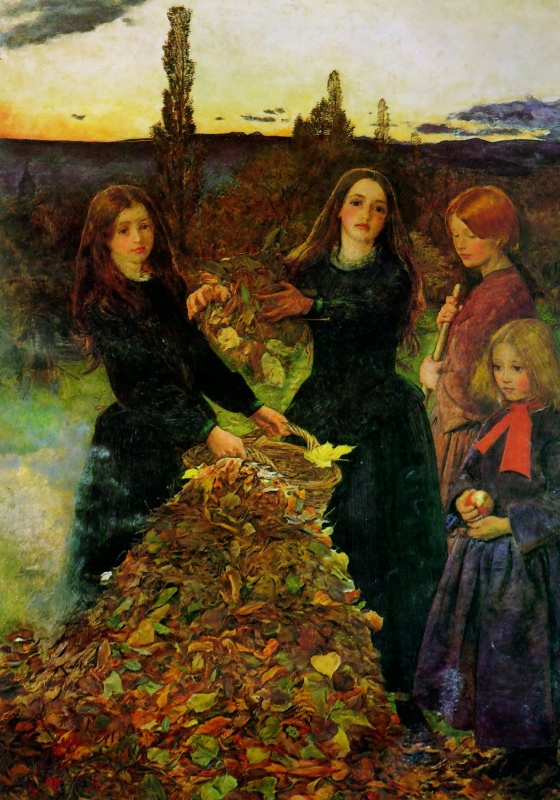
John Everett Millais: Őszi levelek

#### Festészet
- Iszaak Iljics Levitan: Az arany ősz
- John Everett Millais: Őszi levelek

#### Zene

##### Komolyzene
- Vivaldi : Négy évszak – Ősz
- Haydn : Az Évszakok – Ősz

##### Könnyűzene
- Daniel Kajmakoski: Autumn Leaves

#### Film
- Ősz New Yorkban (Autumn in New York) – 2000
- Autumn – 2000
- Szederkert – Őszi mese (Brambly Hedge – Autumn Story)

## Képgaléria

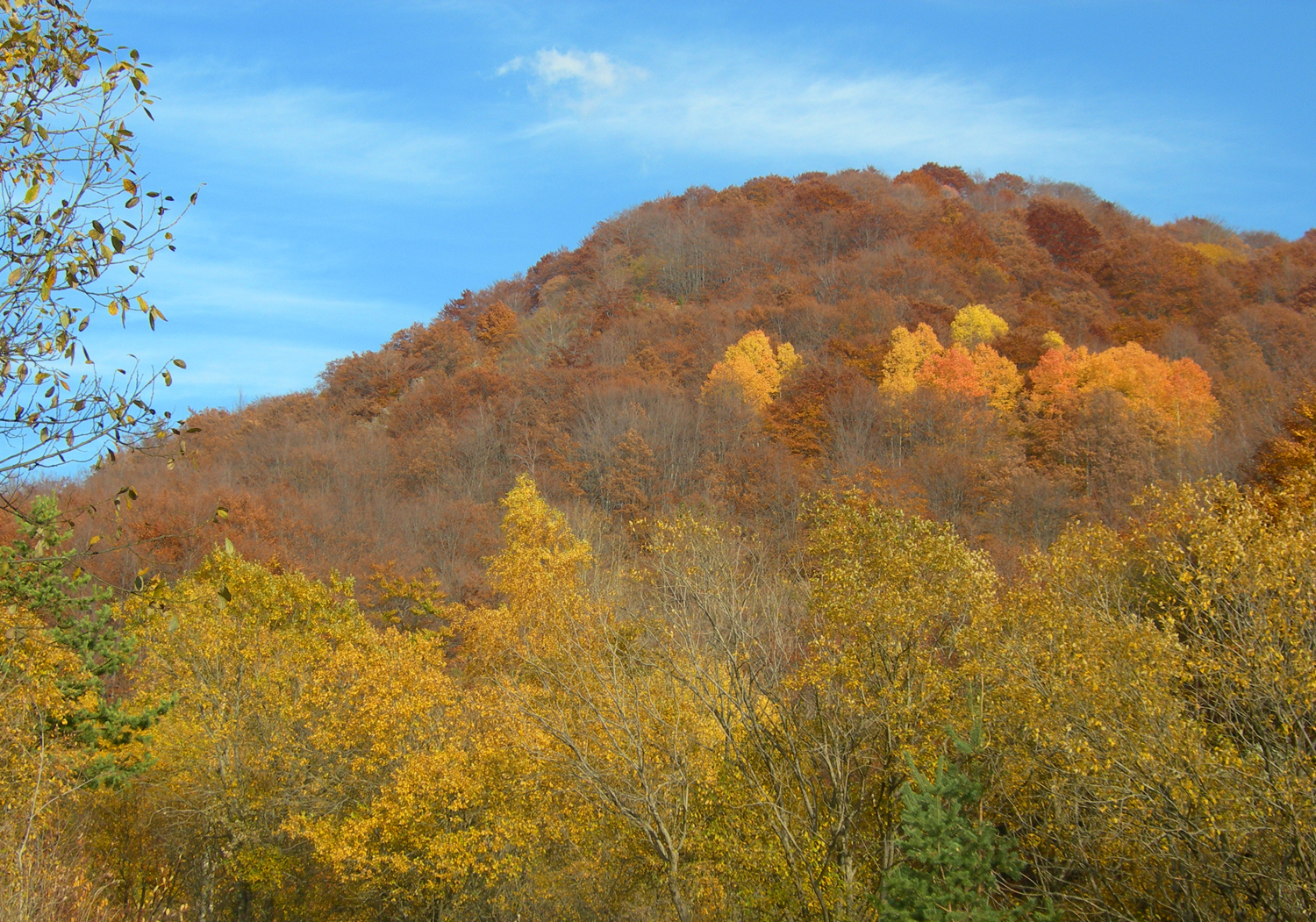
Ősz a Vitosa völgyében
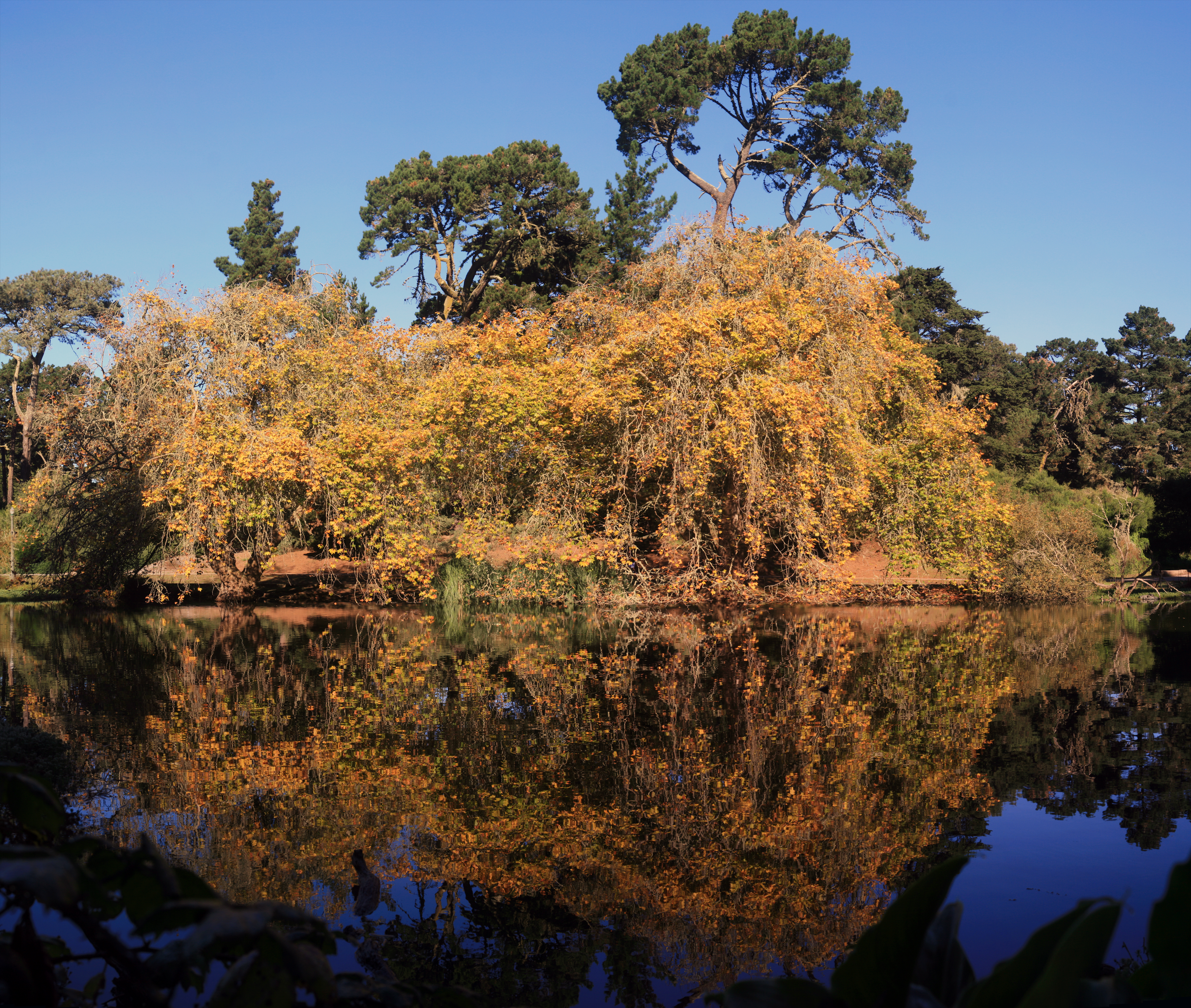
Sárguló levelek víztükörbe néznek
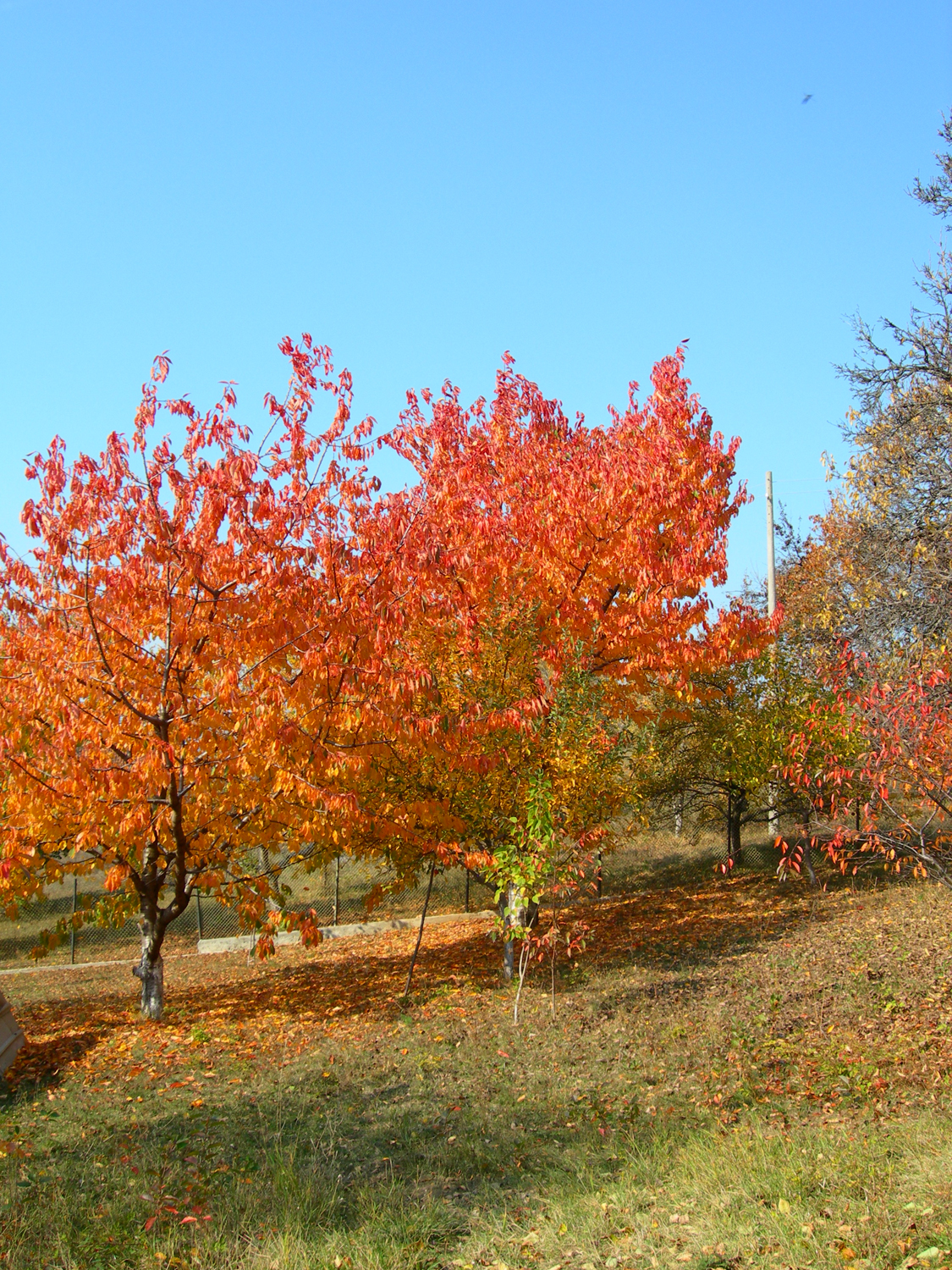
Meggyfák ősszel
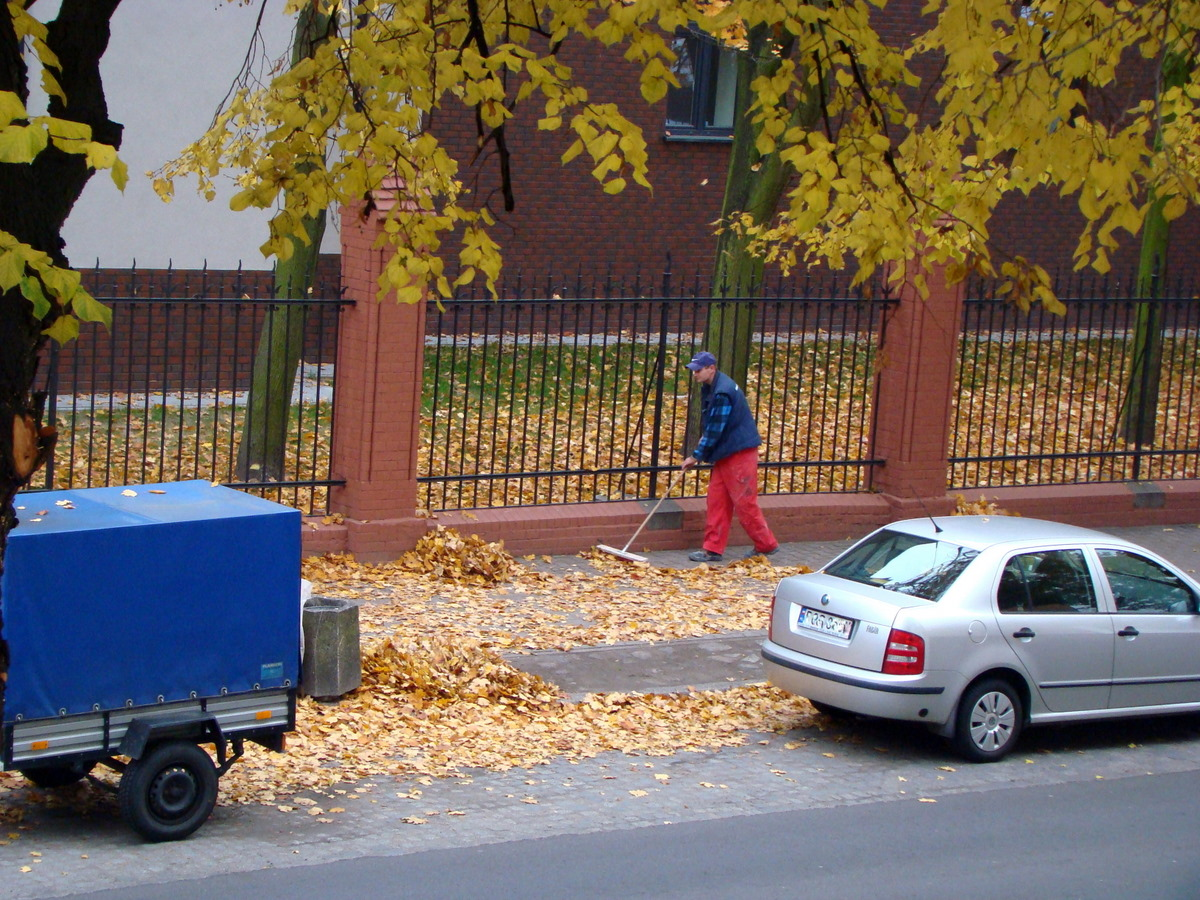
Levéltakarítás